# Esercito di terracotta
L'Esercito di terracotta  è un insieme di statue rinvenute nel mausoleo del primo imperatore Qin nei pressi della città di Xi'an, capoluogo dello Shaanxi. Si tratta di un esercito simbolico, realizzato tra il 246 e il 206 a.C. e destinato a servire il primo imperatore cinese Qin Shi Huang nell'Aldilà, lo stesso che fece costruire la Grande muraglia cinese.
Due sono le ipotesi più ricorrenti fra archeologi e studiosi, per quanto riguarda il motivo per il quale Qin Shi Huang ordinò la costruzione di questo esercito. La più diffusa è che l'imperatore volesse dominare i due mondi, quello dei vivi e quello dei defunti, e per fare ciò gli sarebbe servito un grande esercito. La seconda ipotesi invece esplora la possibilità che l'imperatore credesse che dopo la morte terrena e dopo aver lasciato questo mondo ne esistesse un altro e, una volta svegliatosi, si sarebbe trovato da solo. Per questo motivo necessitava di un esercito che lo scortasse e gli facesse compagnia.
Nel 1987 il mausoleo dell'imperatore Qin Shi Huang, di cui l'esercito di terracotta fa parte, è stato inserito nell'elenco dei Patrimoni dell'umanità dell'UNESCO.

## Storia

### Scoperta archeologica

Lo scopritore del mausoleo, il contadino Yang Zhifa.

Il 29 marzo del 1974, un contadino di nome Yang Zhifa rinvenne, durante lo scavo di un pozzo, una serie di fosse sepolcrali contenenti statue in terracotta di soldati in armi con tanto di carri e cavalli. Il fortuito rinvenimento dette origine agli scavi che permisero di rinvenire il mausoleo di Shi Huangdi, sino ad allora ritenuto scomparso, conclusosi l'11 luglio 1975.
Nel 1987, l'intero sito del mausoleo venne inserito nell'elenco dei Patrimoni dell'umanità dell'UNESCO. Da allora, le statue dell'Esercito di Terracotta sono state oggetto di numerosi "prestiti museali":
- nel 1994, dodici esemplari (dieci guerrieri e due cavalli) vennero esposti in due mostre in Italia, a Venezia e Roma.
- il 9 agosto 2007, venti esemplari dell'esercito sono partiti via camion, assieme a circa un centinaio di altri manufatti, per raggiungere il British Museum di Londra, dove sono stati esposti dal 13 settembre 2007 al 6 aprile 2008.
- da luglio al 16 novembre 2008, cinque dei guerrieri dell'esercito di terracotta sono stati esposti a Torino, presso il Museo di antichità.
- dal 16 aprile al 5 settembre 2010, sono stati esposti nove guerrieri a Milano, presso il Palazzo Reale, nella mostra dal titolo "I due Imperi". Il gruppo era composto da un cavallo, un consigliere, un balestriere e sei lancieri.
- dal 15 marzo al 17 novembre 2013, circa 200 reperti originali sono stati in esposizione al Museo di Storia di Berna, all'interno della mostra temporanea "Qin - L'imperatore eterno e i suoi guerrieri di terracotta".
- dal 24 ottobre 2017 al 1º luglio 2018 sono esposti, nella basilica dello Spirito Santo a Napoli, 300 reperti, di cui 170 guerrieri; copie fedeli da calchi sugli originali realizzati in Cina da artigiani che hanno seguito le antiche tecniche realizzative per ottenere un effetto sovrapponibile agli originali. Disposti nella navata centrale della basilica, i 170 guerrieri offrono un colpo d'occhio suggestivo che riproduce l'esatta disposizione osservabile sul sito originario in Cina.

## Descrizione
L'esercito è composto da riproduzioni di guerrieri di terracotta, vestiti con corazze e dotati di armi, poste di guardia alla tomba dell'imperatore Qin Shi Huang. Di queste statue sono state riportate alla luce circa 8000 guerrieri, 18 carri di legno e 100 cavalli di terracotta. Si tratta di una replica fedele dell'armata che aveva contribuito a unificare la Cina. Tuttavia, nelle fosse sono state trovate poche armi, poiché furono saccheggiate dai ribelli che si insediarono sul trono imperiale: la dinastia Han. Dalle posizioni delle mani e del corpo delle statue, si possono immaginare le tecniche di combattimento di fanti, alabardieri, arcieri e balestrieri. Si combatteva soprattutto a piedi: i carri e i cavalli servivano per dirigere i movimenti della fanteria. La cavalleria fu introdotta più tardi, per affrontare i guerrieri nomadi che in battaglia utilizzavano appunto i cavalli.
Le statue sorprendono per il loro realismo nei dettagli: la tecnica usata per realizzarle è detta "a colombino" che consisteva nel compattare cerchi di argilla per creare un tubo (il torace) e completarle con l'aggiunta di testa, gambe e braccia realizzati con degli stampi. La struttura poi si ricopriva di blocchetti di argilla per creare le uniformi e di varie decorazioni e dettagli per abiti e aspetto fisico. In raffinata arte pittorica, le statue erano dipinte usando tutti colori naturali ad eccezione del "porpora di Huang" che era di origine artificiale e conteneva sali di bario. Le statue infine venivano ricoperte da lacca cinese. Purtroppo la lacca cinese a contatto con l'aria prima si arriccia poi si stacca portando con sè tutto il colore sottostante.
Nel 2016 alcuni archeologi hanno avanzato una singolare ipotesi speculativa sulla possibilità che le statue dell'esercito di terracotta possano essere state ispirate alle statue ellenistiche diffuse in Asia a seguito delle conquiste di Alessandro Magno; spingendosi oltre, alcuni di essi immaginano che artisti greci possano aver aiutato nell'ideazione delle statue e supervisionato alla loro realizzazione. Questa ipotesi renderebbe conto dell'improvvisa apparizione in Cina di statue ad altezza naturale, un prodotto artistico privo di alcun precedente nell'arte cinese, mentre era comune nella Grecia dell'epoca; l'ipotesi è dovuta al ritrovamento, nella provincia, di DNA mitocondriale europeo e di raffinate figurine di uccelli di bronzo realizzate con fusione a cera persa, una tecnica scultorea che era conosciuta nell'antica Grecia e nell'antico Egitto. Altri hanno sostenuto che tali speculazioni si basano su idee eurocentriche imperfette e vecchie che presumevano che altre civiltà fossero incapaci di un'arte sofisticata e quindi l'arte straniera deve essere vista attraverso le tradizioni occidentali. Raoul McLaughlin, un ricercatore indipendente sul commercio romano, ha dichiarato che non vi è alcuna influenza greca sull'Esercito di Terracotta e ha sottolineato le differenze nell'artigianato, nel materiale da costruzione e nella simbologia.Darryl Wilkinson di College Dartmouth ha invece sostenuto che l'era Qin mostra di naturalismo scultoreo, accanto a quella del precolombiano Cultura moche in Perù, indicare che "i greci non hanno inventato il naturalismo" e che "il naturalismo non è il prodotto del genio della civiltà di una cultura."

### Dislocazione dei reperti

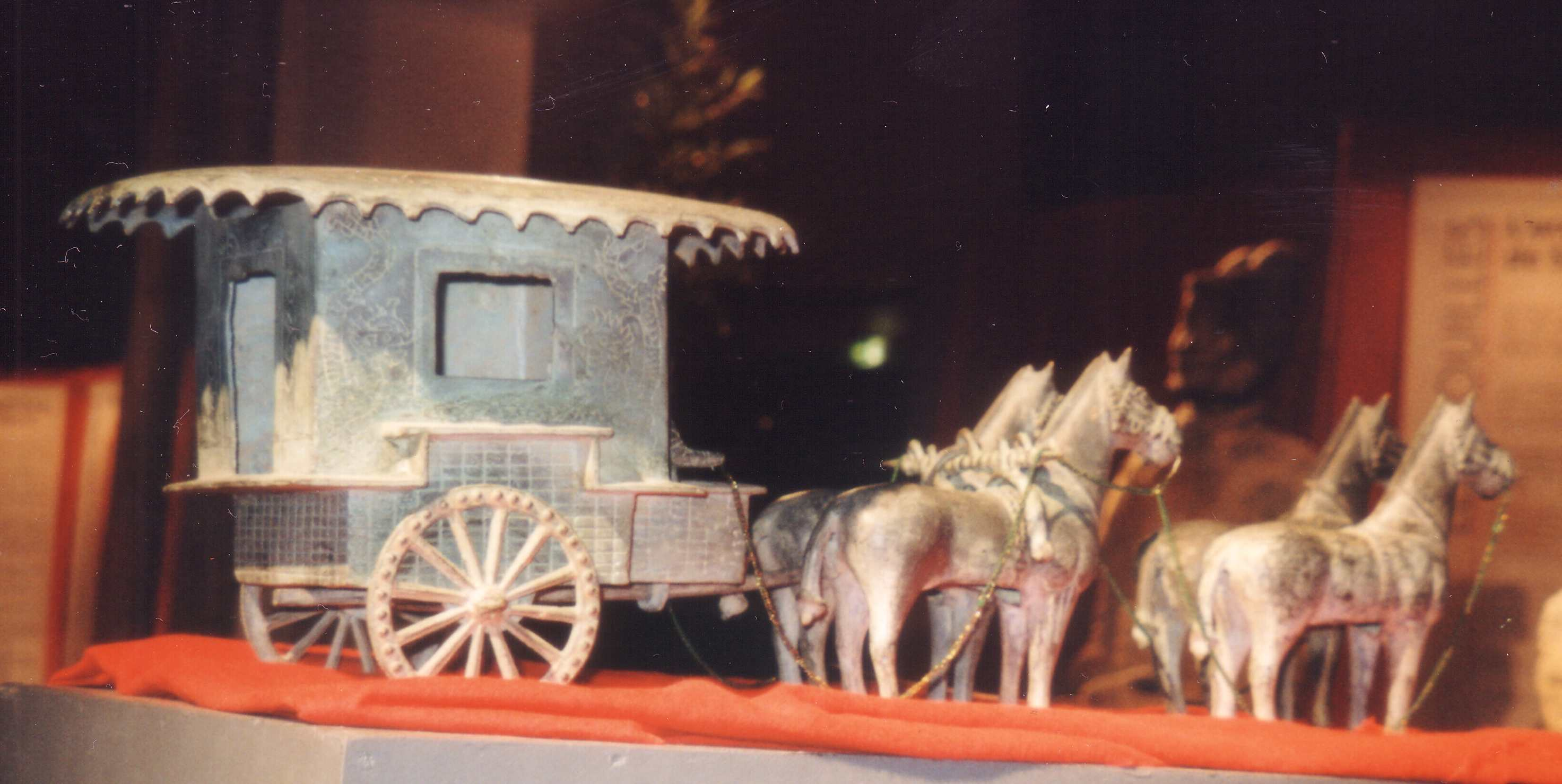
Modello di carro in bronzo

L'esercito di terracotta è dislocato in otto fosse scavate circa due chilometri a ovest del sepolcro imperiale:
- la fossa numero 1 (230×62 metri)[7] contiene quello che viene considerato il corpo d'armata principale: 6.000 guerrieri (di dimensioni variabili a seconda del grado) e due carri da guerra, in bronzo dorato, laccato e dipinto, in scala 1:2. Un pozzo secondario contiene fieno per i cavalli, resti di 600-700 cavalli dell'Armata Reale sacrificati e resti di altri animali (alcuni dei quali inumati in bare di terracotta)[8]. Dalla fossa 1 dipartono undici corridoi della larghezza di 3 metri, pavimentati di mattoni e coperti da un soffitto di legno, sostenuto da pilastri e travi, coperto da uno strato impermeabilizzante di canne e argilla e concluso sopra da uno strato di terra in modo da superare di 2-3 metri il livello del suolo[9]. Secondo una stima ufficiale recente, rimarrebbero ancora 6'000 statue da recuperare, tra soldati e cavalli, nella fossa.
- la fossa numero 2 contiene l'Armata di sinistra: 1.400 soggetti in tutto, tra cavalieri in sella ai loro destrieri e fantaccini.
- la fossa numero 3 contiene 68 soldati, un carro e quattro cavalli. Si ritiene possa trattarsi dell'Alto Comando.
- la fossa numero 4, collocata al centro dello schieramento e quindi destinato all'Armata Centrale, è vuota.
- la fossa numero 5 contiene sculture di pietra calcarea: armature a scaglie con elmi, barde e imbragature per cavalli. Una seconda fossa più a sud (48×12 metri) contiene zoccoli di cavalli di bronzo e un enorme vaso a tripode zhan.
- la fossa numero 6 contiene diversi personaggi di terracotta e le ossa di una ventina di cavalli immolati.
- la fossa numero 7 contiene statue di soggetti umani in pose diverse, difficilmente identificabili (probabilmente barcaioli e pescatori) e sculture di bronzo, a grandezza naturale, di uccelli acquatici.
- la fossa numero 8, in forma di cratere zhong, contiene cavalli e soggetti umani dei quali otto sono stati identificati, in base agli abiti, come funzionari civili di corte[10].

Su alcune delle statue nelle fosse 1 e 2 sono state rinvenute tracce di combustione. Si ritiene possa trattarsi della prova archeologica del sacco operato all'Armata da parte di Xiang Yu e del successivo incendio, a seguito del quale il soffitto della camera contenente i soldati è crollato, provocando la distruzione di numerosi reperti, oggi esposti al pubblico a seguito dell'opera di ricostruzione effettuata dai restauratori.

## Nella cultura di massa

### Film
- La mummia - La tomba dell'Imperatore Dragone (The Mummy: Tomb of the Dragon Emperor), film del 2008 diretto da Rob Cohen, è incentrato sull'esercito di terracotta, che viene riportato in vita.

### Cartoni animati
- L'episodio 34 della serie televisiva Filmation's Ghostbusters è incentrato su queste statue di pietra.
- Alcune di queste statue compaiono nell'episodio 15 della serie animata Diabolik.
- Nell'episodio 9 del cartone animato Geronimo Stilton, il protagonista deve risolvere un mistero analizzando queste statue.

### Giochi da tavolo
- Il gioco Xi'an, di Marco Legato e Francesco Testini, pubblicato nel 2017 da Pendragon Game Studio, è incentrato sulla costruzione dell’esercito di terracotta.
- Xi'an Prestige, di Francesco Testini, pubblicato nel 2019 da Modiano per i lettori del magazine IoGioco, è un gioco di carte incentrato sulla costruzione dell'esercito di terracotta.
- Terracotta Army, di Przemysław Fornal e Adam Kwapiński, pubblicato nel 2022 da Board&Dice, è un gioco basato sulla costruzione dell'esercito di terracotta, usato per proteggere l'imperatore Qin Shi Huang nell'aldilà[12].

### Videogiochi
- L'esercito di terracotta appare come Meraviglia in Rise of Nations.
- Appare anche come Grande Meraviglia nel quinto e sesto titolo della serie Civilization, oltre che agli spin-off Civilization Revolution e Civilization Revolution 2.
- L'unità "Sentinella di Terracotta" della fazione di Gran Cathay nel gioco Total War: Warhammer III prende spunto dalle statue dell'esercito di terracotta.